# Centaurea anthemifolia
Centaurea anthemifolia — вид квіткових рослин айстрових (Asteraceae). Ендемік півдня Туреччини. Населяє скелясті схили.

## Біоморфологічна характеристика
Рослина 15–20 см заввишки. Листки біло-запушені; прикореневі двоперистороздільні, сегменти лінійні; верхні прості; обгортка 8–9 мм завдовжки. Квіти рожевувато-пурпурні. Квітне влітку.